# 甘草酸
甘草酸（Glycyrrhizic acid 或 glycyrrhizinic acid）又称甘草皂苷、甘草甜素（Glycyrrhizin），是甘草（Glycyrrhiza glabra）根的主要甜味成分；在结构上是一种皂苷。可用作食品和化妆品中的乳化剂和凝胶形成剂。其糖苷配基是甘草次酸，在日本被用于降低慢性丙型肝炎患者患肝癌的风险的前体药物。 

## 不良影响
通过食用黑甘草使用甘草酸的最广泛报道的副作用是降低血钾水平，对体液平衡和神经功能有影响。  长期服用黑甘草，即使是适量，也会导致血压升高， 可能导致心律不齐 ，以及与处方药的不良反应。 
其对体液的影响与肾脏内皮质醇代谢的抑制，和随后对盐皮质激素受体的刺激， 以及血液中肾素、钾和醛固酮的水平降低有关，这些因素共同导致血压升高。 

根据摄取黑甘草的量和频率，其他副作用可能包括：  
- 水肿
- 嗜睡
- 头痛
- 瘫痪
- 瞬时失明
- 扭转性室速
- 心动过速
- 心脏骤停
- 睾酮减少
- 早产
- 急性肾衰竭
- 肌肉无力
- 肌病
- 肌红蛋白尿
- 横纹肌溶解
- 体重增加

## 研究
正在对甘草酸进行实验室和初步临床研究，以确定其对常见病毒 （如丙型肝炎）的可能活性。 甘草甜素在体外抑制酶11β-羟基类固醇脱氢酶 。 

## 药代动力学
口服摄入后，甘草酸首先被肠道细菌水解为18β-甘草次酸（Enoxolone）。 从肠道完全吸收后，18β-甘草次酸被代谢成肝脏中的3β-单葡糖醛酸-18β-甘草次酸。然后该代谢物在血流中循环。主要部分被胆汁清除，只有一小部分（0.31-0.67％）被尿液清除。  口服摄入600mg甘草酸后，1.5至14小时后尿液中出现代谢物。1.5至39小时后达到最大浓度（0.49至2.69mg / l），并且在2至4天后仍可在尿液中检测到代谢物。

## 调味特性
甘草酸是甘草根浸提后，在水中煮沸而得的提取物。 甘草提取物（甘草酸）在美国作为液体、糊剂或喷雾干燥粉末出售。  当在规定量范围时，它被批准用作制造食品，饮料，糖果， 膳食补充剂和调味品中的香料和香味剂 。 它的甜度是蔗糖（食糖）的30至50倍。  

## 请参见
- 甘草次酸
- 11α-羟孕酮